# Senouillac
Senouillac is een gemeente in het Franse departement Tarn (regio Occitanie) en telt 835 inwoners (1999). De plaats maakt deel uit van het arrondissement Albi.

## Geografie
De oppervlakte van Senouillac bedraagt 14,9 km², de bevolkingsdichtheid is 56,0 inwoners per km².
De onderstaande kaart toont de ligging van Senouillac met de belangrijkste infrastructuur en aangrenzende gemeenten.

## Demografie
Onderstaande figuur toont het verloop van het inwonertal (bron: INSEE-tellingen).